# Ravena
Ravena (italijansko Ravenna, romanjsko Ravèna) je mesto in je glavno mesto pokrajine Ravena v deželi Emilija - Romanja, v severni Italiji, ter pomembno industrijsko središče. Nekoč je bila pristaniško mesto, sedaj je okoli 10 km oddaljena od morja.
To je bilo glavno mesto Zahodnega rimskega cesarstva od leta 402 do razpada cesarstva leta 476. Nato je služilo kot prestolnica Ostrogotskega kraljestva, dokler ga leta 540 ni ponovno osvojilo Bizantinsko cesarstvo. Nato je mesto predstavljalo središče bizantinskega eksarhata Ravena, dokler zadnjega eksarha niso usmrtili Langobardi leta 751. Čeprav je mesto v notranjosti, je Ravena povezana z Jadranskim morjem s Candiano kanalom. Znana je po dobro ohranjeni poznorimski in bizantinski arhitekturi, z osmimi stavbami, ki so na Unescovem seznamu svetovne dediščine "Zgodnjekrščanski spomeniki Ravene".

## Zgodovina
Izvor imena Ravena ni jasen. Nekateri domnevajo, da je Ravenna povezana z Rasenna (ali Rasna), izrazom, ki so ga Etruščani uporabljali zase, vendar glede tega ni soglasja.

### Antika
Izvor Ravene je negotov. Najstarejši najdeni arheološki dokazi nam omogočajo, da datiramo prisotnost Umbrov v Raveni vsaj v 5. stoletje pred našim štetjem, kjer so ostali nemoteno vse do 3. stoletja pr. n. št., ko so se začeli prvi stiki z rimsko civilizacijo. Njeno ozemlje so poselili tudi galski Senoni, predvsem južno podeželje mesta (ki ni bilo del lagune), Ager Decimanus. Ravena je bila sestavljena iz hiš, zgrajenih na pilotih na nizu majhnih otokov v močvirni laguni – situacija je podobna Benetkam nekaj stoletij pozneje. Rimljani so ga med osvajanjem delte reke Pad ignorirali, kasneje pa so ga leta 89 pr. n. št. sprejeli v Rimsko republiko kot zvezno mesto.
Leta 49 pr. n. št. je Julij Cezar zbral svoje sile, preden je prečkal Rubikon. Kasneje je Oktavijan, po bitki proti Marku Antoniju leta 31 pr. n. št., ustanovil vojaško pristanišče Classis. To pristanišče, sprva zaščiteno z lastnim obzidjem, je bilo pomembna postaja rimske cesarske flote. Danes je mesto brez izhoda na morje, vendar je Ravena ostala pomembno morsko pristanišče na Jadranu vse do zgodnjega srednjega veka. Med germanskimi pohodi sta bila Tusnelda, Arminijeva vdova in Marobod, kralj Markomanov, zaprta v Raveni.
Pod rimsko oblastjo je Ravena zelo uspevala. Cesar Trajan je na začetku 2. stoletja zgradil 70 km dolg akvadukt. Med markomanskimi vojnami so se germanski naseljenci v Raveni uprli in uspeli prevzeti mesto. Iz tega razloga se je Mark Avrelij odločil ne le proti pripeljevanju več barbarov v Italijo, ampak je celo pregnal tiste, ki so bili tam že od prej. Leta 402 je cesar Honorij prestolnico Zahodnega rimskega cesarstva prenesel iz Milana v Raveno. Takrat je v njem živelo 50.000 ljudi. Prenos je bil deloma opravljen v obrambne namene: Ravena je bila obkrožena z močvirji in je bila zaznana kot zlahka ubranljiva (čeprav je mesto v svoji zgodovini večkrat padlo pred nasprotnimi silami); prav tako je verjetno, da je bila selitev v Raveno posledica mestnega pristanišča in dobrih morskih povezav z Vzhodnim rimskim cesarstvom. Vendar je leta 409 vizigotski kralj Alarik I. preprosto zaobšel Raveno in leta 410 oplenil Rim ter vzel za talko Gallo Placidio, hčer cesarja Teodozija I.
Po številnih peripetijah se je Gala Placidija zaradi podpore nečaka Teodozija II. vrnila v Raveno s sinom, cesarjem Valentinijanom III. Ravena je uživala obdobje miru, v tem času pa je bilo cesarski dvor naklonjen krščanski religiji, mesto pa je pridobilo nekaj svojih najbolj znanih spomenikov, vključno s pravoslavno krstilnico, napačno imenovano Mavzolej Gale Placidije (tam pravzaprav ni bila pokopana) in cerkev sv. Janeza Evangelista.

### Ostrogotsko kraljestvo
V poznem 5. stoletju je rimska oblast na zahodu razpadla, Romula Avgusta pa je leta 476 odstavil general Odoaker. Odoaker je kot kralj Italije vladal 13 let, toda leta 489 je vzhodni cesar Zenon poslal ostrogotskega kralja Teoderika Velikega, da ponovno zavzame italijanski polotok. Po izgubi bitke pri Veroni se je Odoaker umaknil v Raveno, kjer je vzdržal triletno obleganje s strani Teoderika, dokler zavzetje Riminija ni Raveni odvzelo zalog. Teoderik je leta 493 zavzel Raveno, domnevno je z lastnimi rokami ubil Odoakra in Ravena je postala prestolnica Ostrogotskega kraljestva Italije. Teoderik je po svojih cesarskih predhodnikih zgradil tudi številne čudovite stavbe v Raveni in okolici, vključno s svojo palačno baziliko Sant'Apollinare Nuovo, arijansko stolnico (zdaj Santo Spirito) in krstilnico ter lastnim mavzolejem tik pred obzidjem.
Tako Odoaker kot Teoderik in njuni privrženci so bili arijanski kristjani, vendar so mirno sobivali z Latinci, ki so bili večinoma katoliški pravoslavni. Ravenski pravoslavni škofje so izvedli pomembne gradbene projekte, od katerih je edini preživeli Cappella Arcivescovile. Teoderik je dovolil, da so rimski državljani v svojem kraljestvu podvrženi rimskemu pravu in rimskemu pravosodnemu sistemu. Goti so medtem živeli po svojih zakonih in običajih. Leta 519, ko je množica požgala ravenske sinagoge, je Teoderik ukazal mestu, naj jih na svoje stroške obnovi.
Teoderik je umrl leta 526, nasledil ga je njegov mladi vnuk Atalarik pod oblastjo njegove hčere Amalasunte, vendar sta bila do leta 535 oba mrtva in Teoderikov rod je predstavljala le Amalasuntina hči Matasunta. Različni ostrogotski vojskovodje so zavzeli kraljestvo, vendar nobeden ni bil tako uspešen kot Teoderik. Medtem je ortodoksni krščanski bizantinski cesar Justinijan I. nasprotoval vladavini Ostrogotov in arijanski različici krščanstva. Leta 535 je njegov general Belizar vdrl v Italijo in leta 540 osvojil Raveno. Po končanem osvajanju Italije leta 554 je Ravena postala sedež bizantinske vlade v Italiji.
Od leta 540 do 600 so ravenski škofje začeli z opaznim programom gradnje cerkva v Raveni in v pristaniškem mestu Classe in okolici. Ohranjeni spomeniki so Bazilika San Vitale in Bazilika svetega Apolinarija, Classe ter delno ohranjen San Michele v Africiscu.

### Eksarhat Ravena
Po Belizarjevih osvajanjih za vzhodnorimskega cesarja Justinijana I. v 6. stoletju je Ravena postala sedež bizantinskega guvernerja Italije, eksarha, in je bila znana kot Ravenski eksarhat. V tem času je bila napisana Ravenska kozmografija.
Pod bizantinsko oblastjo je cesar leta 666 nadškofu ravenske nadškofije začasno podelil avtokefalnost od rimske cerkve, vendar je bila ta kmalu preklicana. Kljub temu je bil ravenski nadškof v Italiji drugi za papežem in je v tem obdobju igral pomembno vlogo v številnih teoloških polemikah.

### Srednji vek in renesansa
Langobardi so pod kraljem Liutprandom leta 712 zasedli Raveno, vendar so jo bili prisiljeni vrniti Bizantincem. Vendar je leta 751 langobardskemu kralju Ajstulfu uspelo ponovno osvojiti Raveno in tako končal bizantinsko oblast v severni Italiji.
Frankovski kralj Pipin Mali je napadel Langobarde po ukazu papeža Štefana II. Ravena je nato postopoma prišla pod neposredno oblast papežev, čeprav so nadškofje to v različnih obdobjih oporekali. Papež Hadrijan I. je pooblastil Karla Velikega, da iz Ravene odnese vse, kar mu je všeč, in neznana količina rimskih stebrov, mozaikov, kipov in drugih prenosnih predmetov je bila odpeljana na sever, da bi obogatila njegovo prestolnico Aachen.
Leta 1198 je Ravena vodila ligo mest Romagna proti cesarju in papežu jo je uspelo podrediti. Po vojni leta 1218 je družina Traversari uspela uveljaviti svojo oblast v mestu, ki je trajala do leta 1240. Po kratkem času pod cesarskim vikarjem je bila Ravena leta 1248 vrnjena Papeški državi in spet Traversarijem, do leta 1275, ko je Da Polenta ustanovila svojo dolgoletno gospostvo. Eden najslavnejših prebivalcev Ravene v tem času je bil izgnani pesnik Dante Alighieri. Zadnjega izmed Da Polenta, Ostasio III., je februarja 1441 izrinila Beneška republika, mesto pa je bilo s Cremonsko mirovno pogodbo priključeno beneškim ozemljem.
Raveni so Benetke vladale do leta 1509, ko je bilo območje napadeno med italijanskimi vojnami. Leta 1512, med vojnami Svete Cambraiske lige, so Raveno po bitki pri Raveni oplenili Francozi. V času renesanse je bila Ravena znana tudi kot rojstni kraj Ravenske pošasti.
Po umiku Benečanov so Raveni ponovno vladali papeževi legati kot del Papeške države. Mesto je bilo poškodovano v veliki poplavi maja 1636. V naslednjih 300 letih je mreža kanalov preusmerila bližnje reke in izsušila bližnja močvirja ter tako zmanjšala možnost poplav in ustvarila velik pas kmetijskih zemljišč okoli mesta.

### Sodobnost
Poleg še ene kratke okupacije s strani Benetk (1527–1529) je bila Ravena del Papeške države do leta 1796, ko je bila priključena francoski marionetni državi Cisalpinski republiki (Italijanska republika od 1802 in Kraljevina Italija od 1805). Leta 1814 je bila vrnjena Papeškim državam. Leta 1859 so jo zasedle piemontske čete, Ravena in okoliško območje Romagne sta leta 1861 postala del nove združene Kraljevine Italije.
Med drugo svetovno vojno so enote 4. garde princese Louise Dragoon - 5. kanadske oklepne divizije in britanskih 27. Lancers vstopile in osvobodile Raveno 5. decembra 1944. Skupno je v Raveni pokopanih 937 vojakov Commonwealtha, ki so umrli pozimi 1944-45 in so pokopani na vojnem pokopališču, vključno s 438 Kanadčanov. Mesto je utrpelo zelo malo škode.

## Arhitektura
Osem zgodnjekrščanskih spomenikov Ravene je vpisanih na seznam svetovne dediščine. To so:
- Pravoslavna Neonova krstilnica (ok. 430)
- Mavzolej Gale Placidije (ok. 430)
- Arijanska krstilnica (ok. 500)
- Nadškofova kapela (ok. 500)
- Bazilika Sant'Apollinare Nuovo (ok. 500)
- Teoderikov mavzolej (520)
- Bazilika San Vitale (548)
- Bazilika svetega Apolinarija, Classe (549)

Druge zanimivosti vključujejo:
- Cerkev sv. Janeza Evangelista je iz 5. stoletja, ki jo je postavila Gala Placidija, potem ko je preživela neurje na morju. Po bombardiranju v drugi svetovni vojni je bila obnovljena. Zvonik vsebuje štiri zvonove, dva glavna iz leta 1208.
- Cerkev Spirito Santo iz 6. stoletja, ki je bila od takrat precej drastično spremenjena. Prvotno je bila arijanska stolnica. Fasada ima portik iz 16. stoletja s petimi arkadami.
- Bazilika sv. Frančiška, prezidana v 10.–11. stoletju nad precedenčno zgradbo, posvečeno apostolom in pozneje sv. Petru. Za skromnim opečnim pročeljem ima tri ladje. Na tleh so vidni delci mozaikov iz prve cerkve, ki jih po obilnem nalivu (skupaj s kripto) običajno prekrije voda. Tu je bila leta 1321 pogrebna slovesnost Danteja Alighierija. Pesnik je pokopan v grobnici, prizidani cerkvi, lokalne oblasti pa so se stoletja upirali vsem zahtevam Firenc po vrnitvi ostankov svojega najbolj znanega izgnanstva.
- Baročna cerkev Santa Maria Maggiore (525–532, prezidana 1671). V njej je slika Luca Longhija.
- Cerkev sv. Janeza Krstnika (1683), prav tako v baročnem slogu, s srednjeveškim zvonom.
- Bazilika Santa Maria v Portu (16. stoletje), z bogato fasado iz 18. stoletja. Triladijska z visoko kupolo. V njej je podoba slavne grške Madone, ki naj bi bila v Raveno pripeljana iz Konstantinopla.
- V bližnji Komunalni galeriji so različna dela romagnolskih slikarjev.
- Rocca Brancaleone ("Grad Brancaleone"), ki so ga zgradili Benečani leta 1457. Nekoč del mestnega obzidja, je danes javni park. Razdeljen je na dva dela: pravi grad in citadelo, ki ima površino 14.000 m2.
- Tako imenovana Teoderikova palača, pravzaprav vhod v nekdanjo cerkev San Salvatore. Vključuje mozaike iz prave palače ostrogotskega kralja.
- Cerkev Sant'Eufemia (18. stoletje), omogoča dostop do tako imenovanih kamnitih preprog Domus (6.–7. stoletje): v njej so čudoviti mozaiki iz bizantinske palače.
- Narodni muzej.
- Nadškofovski muzej

## Glasba
Mesto vsako leto gosti Ravenski festival, eno najpomembnejših italijanskih srečanj klasične glasbe. Operne predstave potekajo v Teatru Alighieri, koncerti pa v Palazzo Mauro de André, pa tudi v starodavni baziliki San Vitale in baziliki Sant'Apollinare in Classe. Glasbeni vodja Chicaškega simfoničnega orkestra Riccardo Muti, dolgoletni prebivalec mesta, redno sodeluje na festivalu, ki vabi orkestre in druge izvajalce z vsega sveta.

## Ravena v literaturi
Pre-1800
- Dante je po izgnanstvu iz rodnih Firenc večino svojega življenja preživel v Raveni, mesto pa omenja v pesmi v Peklu Božanske komedije.
- Tudi v 16. stoletju Nostradamus navaja štiri prerokbe:
  - "Magnavacca (kanal) v Raveni v velikih težavah, kanali s petnajstimi zapornicami pri Fornaseju", v zvezi s petnajstimi francoskimi saboterji.[9]
  - Kot prizorišče bitke, ki sega do Perugie, in svetega pobega po njej, kjer so gnile konje prepuščene jesti
  - V zvezi z ugrabitvijo dame "blizu Ravene" in nato lizbonskega legata, ki je zasegel 70 duš na morju
  - Ravena je ena od treh podobno imenovanih pretendentov za rojstvo tretjega in zadnjega Antikrista, ki zasužnji Slovenijo (glej Ravne na Koroškem) [10]
- Ravena je prizorišče drame The Witch Thomasa Middletona (1580–1627)

Post-1800
- Lord Byron je med letoma 1819 in 1821 živel v Raveni, ki ga je vodila ljubezen do lokalne aristokratske in poročene mlade ženske Terese Guiccioli. Tu je nadaljeval Don Juana in napisal Ravennski dnevnik, Moj slovar in Spomine.[11]
- Ravena je lokacija, kjer Lionel, protagonist postapokaliptičnega romana Mary Shelley Zadnji človek, pride na obalo, potem ko je izgubil svoje spremljevalce zaradi zavijajočega neurja v Egejskem morju.
- Oscar Wilde (1854–1900) je leta 1878 napisal pesem Ravenna.[12]
- Simbolist, lirski pesnik Aleksander Blok (1880–1921) je napisal pesem z naslovom Ravenna (maj–junij 1909), ki jo je navdihnila njegova italijanska pot (pomlad 1909).
- Med svojimi potovanji je nemški pesnik in filozof Hermann Hesse (1877–1962) naletel na Raveno in se navdušil za pisanje dveh mestnih pesmi. Imata naslov Ravenna (1) in Ravenna (2).
- Pesem T. S. Eliota (1888–1965) Lune de Miel (napisana v francoščini) opisuje par na medenih tednih iz Indiane, ki spi nedaleč od starodavne bazilike Sant' Apollinare in Classe (tik pred Raveno), znane po izrezljanih kapitelih, stebrih, ki prikazujejo listje akanta, ki ga udari veter, za razliko od listov v mirovanju na podobnih stebrih drugod.
- J. R. R. Tolkien (1892–1973) je morda svoje mesto Minas Tirith vsaj delno utemeljil na Raveni.[13]

## Ravena v filmu
Michelangelo Antonioni je iz leta 1964 posnel svoj film Rdeča puščava (Deserto Rosso) znotraj industrializiranih območij doline Pialassa.

## Pobratena mesta
Ravena je pobratena z:
- Anglija Chichester, Združeno kraljestvo, od 1996
- Nemčija Speyer, od 1989
- Francija Chartres, od 1957

## Pomembni prebivalci
- Valentinijan III (419-455), rimski cesar
- Arcangelo Corelli (1653-1713), baročni violinist in skladatelj
- Tullio Bassi (r. 1937), italijanski izdelovalec violin
- Peter Damian (ok. 988 - 1072 ali 1073), katoliški svetnik in kardinal
- Francesco Ingoli (1578-1649), teatski znanstvenik, odvetnik in Galilejev prepirnik
- Francesca da Rimini (1255 - ok. 1285), zgodovinska oseba
- Guido I da Polenta († 1310), vladar Ravenne
- Romolo Gessi (1831-1881), raziskovalec
- Romuald (с. 951 - ok. 1025/27), opat, ustanovitelj kamaldolskega reda
- Marco Dente (1493-1527), graver
- Giuseppe Vitali (1875-1932), matematik
- Evangelista Torricelli (1606-1647), fizik in matematik
- Luigi Rossini (umetnik) (1790–1857)